# خسرو ملکان
خسرو ملکان (زاده ۱۳۳۲) کارگردان فیلم‌نامه‌نویس، تهیه‌کننده ایرانی است.

## زندگی
وی تحصیلات را تا دیپلم فنی هنرستان ادامه داد و از سال ۱۳۵۱ با شرکت در دوبله فیلم‌های خارجی وارد فعالیت‌های سینمایی شد. او کار فیلمسازی را از سال ۱۳۵۳ با ساخت فیلم کوتاهی به نام بازگشت آغاز کرد و فعالیت در سینمای حرفه‌ای را پس از انقلاب و از سال ۱۳۶۲ با فیلم زخمه به عنوان نویسنده و کارگردان آغاز کرد.

## سینمایی

### کارگردان
- ۱ - دختر و پدر (۱۴۰۱)
- ۲ - مادر زن سلام (۱۳۸۵)
- ۳ - عروسی مهتاب (۱۳۷۵)
- ۴ - تماس (۱۳۶۸)
- ۵ - طوبی (۱۳۶۷)
- ۶ - زمزمه (۱۳۶۶)
- ۷ - شب‌شکن (۱۳۶۳)
- ۸ - زخمه (۱۳۶۲)

### نویسنده
- ۱ - مادر زن سلام (۱۳۸۵)
- ۲ - عروسی مهتاب (۱۳۷۵)
- ۳ - تماس (۱۳۶۸)
- ۴ - طوبی (۱۳۶۷)
- ۵ - زمزمه (۱۳۶۶)
- ۶ - شب‌شکن (۱۳۶۳)
- ۷ - زخمه (۱۳۶۲)

### تهیه کننده
- ۱ - مادر زن سلام (۱۳۸۵)
- ۲ - عروسی مهتاب (۱۳۷۵)
- ۳ - تماس (۱۳۶۸)
- ۴ - طوبی (۱۳۶۷)

### چهره پرداز
- ۱ - پنجاه قدم آخر (۱۳۹۲)

## مجموعه تلویزیونی
- سه شین مقدس (۱۳۵۹)
- میهمان (۱۳۶۸)
- پیک سحر (۱۳۶۹)
- جستجو (۱۳۷۰)
- تعطیلات نوروزی (۱۳۷۰)
- بیا تا گل برافشانیم (۱۳۷۱)
- همه وصیت من (۱۳۷۳)
- تلفن مشترک (۱۳۷۸)
- چمدان (۱۳۹۱)